# 核酸分子杂交
核酸分子杂交（nucleic acid hybridization）又称核酸杂交，是两条核酸单链通过互补碱基对形成核酸双链的过程。有 DNA-DNA、DNA-RNA、RNA-RNA 三种杂交类型。
核酸分子杂交为单链脱氧核糖核酸（DNA ）或核糖核酸（RNA）分子與互補的DNA或RNA相結合的現象。儘管雙鏈DNA序列通常是穩定的，但在實驗室中改變一定條件（通常是提高周圍環境溫度）會導致分子分離成单链。而此時降低周圍環境溫度後，单链還能夠與其他單鏈互相結合，形成新的双螺旋结构。